# Igor Kosacki
Igor Kosacki (ur. 1954 w Terespolu) – polski fizyk, specjalista w dziedzinie fizyki ciała stałego.

## Życiorys
Absolwent Uniwersytetu Marii Curie-Skłodowskiej w Lublinie. Po ukończeniu studiów w 1978 rozpoczął pracę w Instytucie Fizyki PAN w Warszawie, gdzie w 1983 roku uzyskał stopień doktora, a w 1991 doktora habilitowanego. Po doktoracie pracował przez rok w Paryżu na Uniwersytecie Marii i Pierre’a Curie w laboratorium prof. Minko Bałkańskiego, a następnie na Uniwersytecie Technicznym w Delfcie w grupie prof. Joopa Schoonmana jako post-doctoral fellow.
Od 1983 pracował w Departamencie Fizyki Politechniki Radomskiej. W 1992 został zaproszony przez prof. Harry’ego Tullera do pracy w Massachusetts Institute of Technology. W latach 1995–2001 pracował na Uniwersytecie Missouri-Rolla w grupie prof. Harlana Andersona następnie w latach 2001–2006 pracował w Oak Ridge National Laboratory, a następnie w latach 2006–2013 pracował w Shell Oil Company. Od 2013 pracuje w Honeywell Process Solutions, gdzie kieruje Laboratorium Materialow i Korozji. Visiting Professor (od 2011) w Akademii Górniczo-Hutniczej w Krakowie.
W 2001 otrzymał nagrodę CRNS dla wizytującego profesora w Uniwersytecie Marii i Pierre’a Curie w Paryżu. Był nagrodzony Nagrodą Sekretarza Naukowego PAN oraz siedmiokrotnie nagrodą J.M. Rektora Politechniki Radomskiej, otrzymał też nagrodę dla Najlepszego Młodego Naukowca zostając w 1990 roku najmłodszym profesorem tej uczelni. Tytuł profesora nauk fizycznych otrzymał od prezydenta RP 21 grudnia 2007. Członek Kosciuszko Foundation Collegium of Eminent Scientists.
Głównym obszarem zainteresowań naukowych prof. Igora Kosackiego jest fizyka ciała stałego, a zwłaszcza badania struktury i własności przewodników jonowych oraz ich zastosowań w nowych źródłach energii takich jak ogniwa paliwowe, membrany jonowe oraz baterie elektryczne. Jego prace badawcze obejmują technologię, oraz zjawiska optyczne i elektryczne zachodzące w nanokrystalicznych przewodnikach jonów tlenu i wodoru.
Jest autorem ponad 100 prac i dwóch patentów. Jest ekspertem NATO w programie Science for Peace i jest członkiem Forum do Spraw Paliwa Wodorowego Departamentu Energii USA. Utrzymuje intensywne kontakty ze środowiskiem polskich fizyków, w tym z ośrodkami w Krakowie i Wrocławiu. Jest członkiem wielu towarzystw naukowych, m.in. – Materials Research Society (MRS), The American Ceramic Society(ACS), The Electrochemical Sociaty, Polskie Stowarzyszenie Wodoru i Ogniw Paliwowych oraz National Association of Corrosion Engineers (NACE). Jest organizatorem NACE symposium – Nanotechnology and Corrosion.
Żonaty z Anną (z domu Porczynska). Ma czworo dzieci: Piotra (ur. 1978), Olgę (ur. 1981), Juliana (ur. 1993) i Marię (ur. 1998).